# Мост имени 60-летия Победы
Мост имени 60-летия Победы (народное название Метромост) — совмещённый автомобильный и метромост через реку Иртыш в городе Омске. Через мост должен был проходить перегон между станциями «Заречная» и «Библиотека имени Пушкина» Омского метрополитена. Автомобильная часть моста соединяет улицы Фрунзе и Конева.

## История
Строительство моста началось в 1993 году, тогда была забита первая свая. Однако вплоть до конца 2000 года, пока бо́льшая часть средств выделялась из федерального бюджета, строительство продвигалось очень медленно из-за нехватки финансирования. 28 декабря 2000 года вышел указ губернатора Омской области «О мерах по завершению строительства совмещенного мостового перехода через р. Иртыш в створе ул. Фрунзе», благодаря которому из областного бюджета на строительство моста были выделены существенные средства, что позволило значительно ускорить процесс строительства.
В сентябре 2004 года указом губернатора Омской области мосту было присвоено имя «60-летия Победы». Несмотря на то, что планируемая дата ввода моста в эксплуатацию многократно откладывалась, торжественное открытие состоялось 18 октября 2005 года. Строительство дамбы моста привело к рассечению реки Замарайки в среднем её течении, что оказало влияние на располагающийся неподалёку природный парк «Птичья гавань».
Работы по строительству моста выполнило ЗАО «Омскстроймост-Мостоотряд-63», подъездные пути на левом и правом берегах р. Иртыш, а также к эстакаде над ул. Красный Путь строило ГП «УМДР», курирование строительства осуществляло МУ ДСМ.
- Метромост днём, вид на Левобережье в 2010 году
- Архитектурные элементы метромоста